# Ahmad Mukhtar
Ahmad Mukhtar ou Ahmed Mukhtar (ou Chaudhry Ahmad Mukhtar, en ourdou : چوہدری احمد مختار), né le 22 juin 1946 à Lahore et mort dans la même ville le 25 novembre 2020, est un homme politique pakistanais, membre du Parti du peuple pakistanais. 
Élu deux fois député de Gujrat au cours de sa carrière, il est ministre de la Défense de 2008 à 2012 puis ministre de l'Eau et de l'Énergie de 2012 à 2013.

## Biographie

### Études
Il est diplômé du Forman Christian College, une université de Lahore. Il fait également des études en Californie, d'où il est diplômé en science, et en Allemagne d'où il est diplômé en science du plastique.
C'est un homme d'affaires.

### Carrière politique

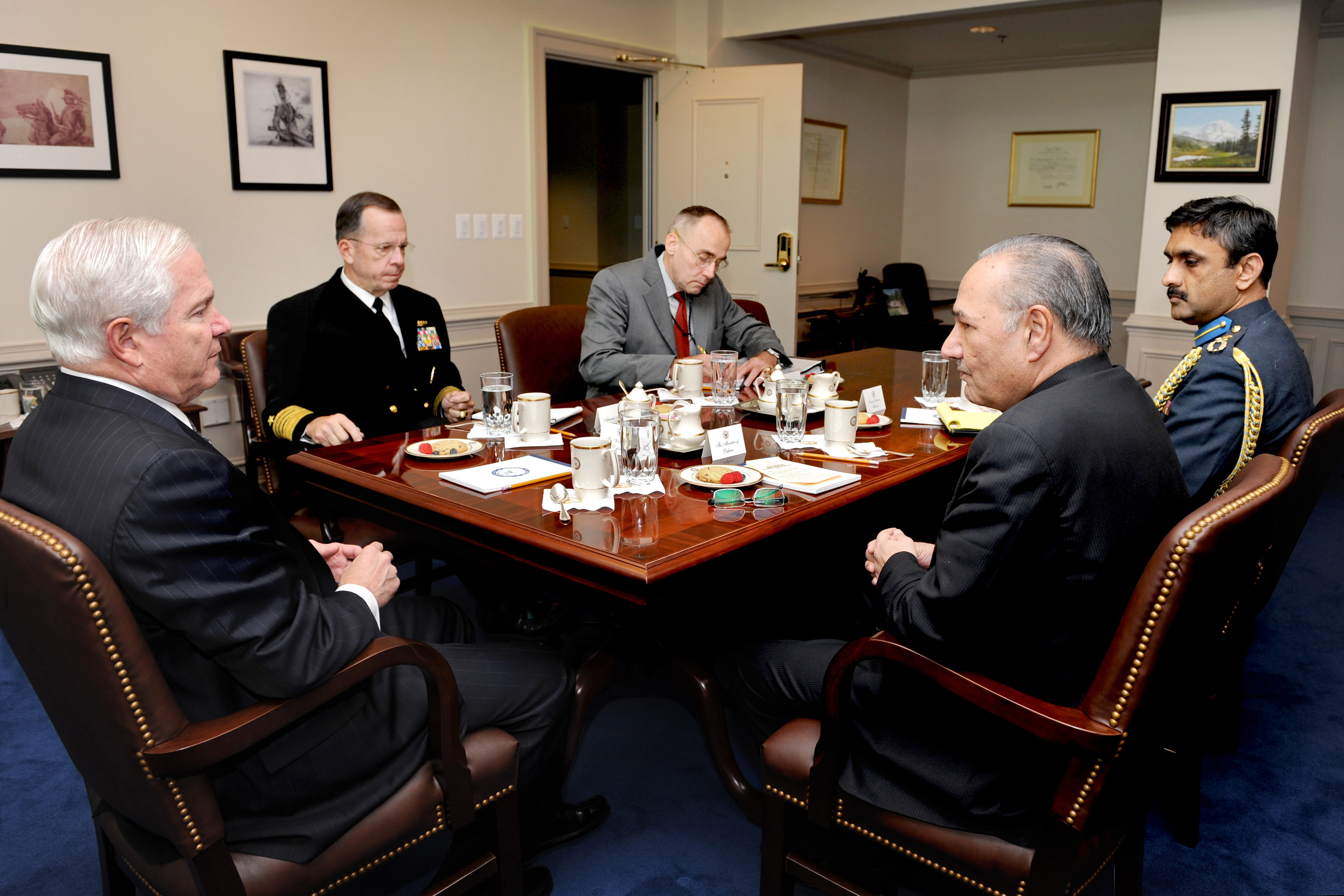
Ahmad Mukhtar en discussion avec Robert M. Gates en 2010.

Il commence sa carrière politique en 1990 en rejoignant le Parti du peuple pakistanais. Lors des élections législatives de 1993, il est candidat à l'Assemblée nationale dans une circonscription de Gujrat et réussi à battre Chaudhry Shujaat Hussain, alors un membre important de la Ligue musulmane du Pakistan (N). Il perd cependant face à lui lors des élections de 1997 et de 2002. Shujaat Hussain est donc son principal rival politique.
Lors des élections législatives de 2008, Ahmad Mukhtar bat pour la seconde fois Chaudhry Shujaat Hussain avec près de 55 % des voix, qui est alors le chef de file Ligue musulmane du Pakistan (Q), le parti au pouvoir sortant. Le Parti du peuple pakistanais remporte les élections et Ahmad Mukhtar est l'un des favoris au poste de Premier ministre. Cependant, c'est finalement Youssouf Raza Gilani qui mènera le nouveau gouvernement.
Le 31 mars 2008, il est nommé ministre de la Défense dans le gouvernement de Youssouf Raza Gilani. Il conserve son poste durant près de quatre ans, avant d'être nommé le 4 juin 2012 au poste de ministre de l'Eau et de l'Énergie. Après la destitution du Premier ministre Youssouf Raza Gilani le 19 juin 2012 par la Cour suprême, Ahmed Mukhtar est de nouveau parmi les favoris au poste de Premier ministre. Il est cependant confirmé dans son poste de ministre de l'Eau et de l'Énergie et occupe cette fonction jusqu'à la fin de la législature. 
Lors des élections législatives de 2013, il est largement battu dans sa circonscription de Gujrat, arrivant en quatrième place avec seulement 5,4 % des voix et perdant face Chaudhry Pervaiz Elahi. Il dénonce cependant des fraudes lors du scrutin et ne se présente pas aux élections de 2018 alors qu'il a des problèmes de santé depuis plusieurs années.
Il meurt le 25 novembre 2020 à Lahore, des suites de plusieurs maladies, à l'âge de 74 ans.